# Aphrosylus parcearmatus
Aphrosylus parcearmatus är en tvåvingeart som beskrevs av Octave Parent 1925. Aphrosylus parcearmatus ingår i släktet Aphrosylus och familjen styltflugor. Inga underarter finns listade i Catalogue of Life.